# Vase commémoratif de l'exposition universelle de Londres en 1851

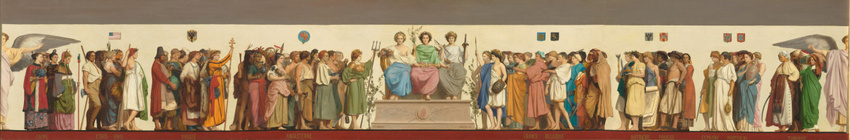
Frise peinte par Gérôme.

Le vase commémoratif de l'exposition universelle de Londres en 1851 est un cadeau diplomatique de l’empereur Napoléon III au prince Albert de Saxe-Cobourg-Gotha. Il est conservé dans la Bow Room au rez-de-chaussée du palais de Buckingham à Londres.
Il s’agit d’un vase géant — 1,55 mètre de hauteur, 1,12 m de diamètre — réalisé par les ateliers de la manufacture impériale de Sèvres en 1855. Il est en porcelaine non émaillée, peinte en émaux et avec des décorations en bronze. L'œuvre est un assemblage de quatre éléments distincts.

## Historique
Le vase commémoratif de l'Exposition universelle de Londres en 1851 est une commande de Napoléon III pour offrir au prince Albert lors de l’Exposition universelle de 1855 de Paris à l'occasion d’une visite d’État du couple royal le 22 août 1855. La reine Victoria en fait même mention dans son journal, indiquant que « [le prince] Albert était très heureux, car c'est un chef-d'œuvre dans tous les sens du terme ». Le vase est envoyé au palais de Buckingham en mai 1856.
Le vase est montré au public dans la cour centrale du palais de l'Industrie réservé à la présentation des bijoux de la couronne avec d’autres créations des manufactures des Gobelins, Beauvais, Aubusson et Sèvres. La production de cette œuvre a couté 17 958 francs.

## Description
Le corps du vase est couvert d’une reproduction d’une frise conçue par Jean-Léon Gérôme. De style classique, elle présente en son centre une estrade supportant une banquette sur laquelle sont assis trois personnages : l’Abondance, l’Équité et la Concorde. De chaque côté, une procession de personnages venus présenter leurs productions. À l’autre extrémité de la frise se trouve une victoire aux ailes déployées. Les groupes sont soutenus par le nom de leurs pays (Chine, États-Unis, Russie, Angleterre, France, Belgique, Autriche, Prusse, Espagne, Portugal, Turquie) et certains sont surmontés de leurs blasons. 
Théophile Gautier loue les choix allégoriques : « C’est une espèce de panathénée de l’industrie, où viennent se ranger processionnellement toutes les nations du globe. Au centre trônent, dans des attitudes impassiblement sereines, l’Abondance, la Justice et la Concorde. »
Le dessous de la frise est d’un rouge mat sur lequel est écrit en lettres d’or, sous l’estrade : « En commémoration de l’exposition de Londres 1851 » et sous la victoire « Exposition universelle de 1855, manufacture impériale Sèvres ». Sous la lèvre du vase est écrit : J. Dieterle invenit 1855 - Abondance - Concorde - Équité. 
Sur le pied de l’estrade figure la mention Peint par Brunel-Rocque – d’après JL GEROME - MDCCCLV. Deux couronnes de feuilles en bronze ceignent le col et l'épaule du vase. Le pied est orné de quatre mascarons représentant les quatre continents.
La Frise destinée à être reproduite sur le vase commémoratif de l'exposition de Londres de Gérôme, dite aussi « Les Quatre Parties du monde présentant leurs productions à la première exposition internationale de Londres en 1851 », est une huile sur toile de 55 × 310 cm conservée dans un premier temps à la manufacture. Elle est déposée au musée d'Orsay à Paris en 1980.  Gérôme a été inspiré par la fresque de l'hémicycle d'honneur de l'école des Beaux-arts peinte par son mentor Paul Delaroche.
La réalisation du vase est l’œuvre conjointe du dessinateur et sculpteur Jules-Pierre-Michel Diéterle (1811-89), du peintre de porcelaine Antoine-Léon Brunel-Rocque (1822-83) et du modeleur Ambroise Choiselat (1815-79).

## Galerie

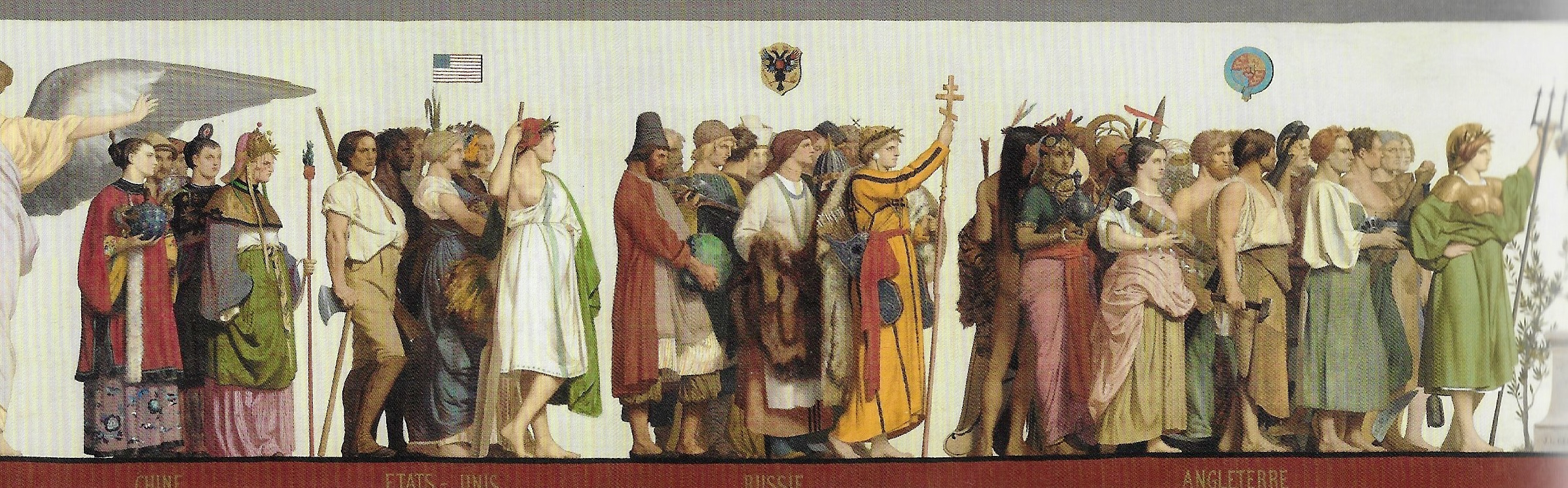
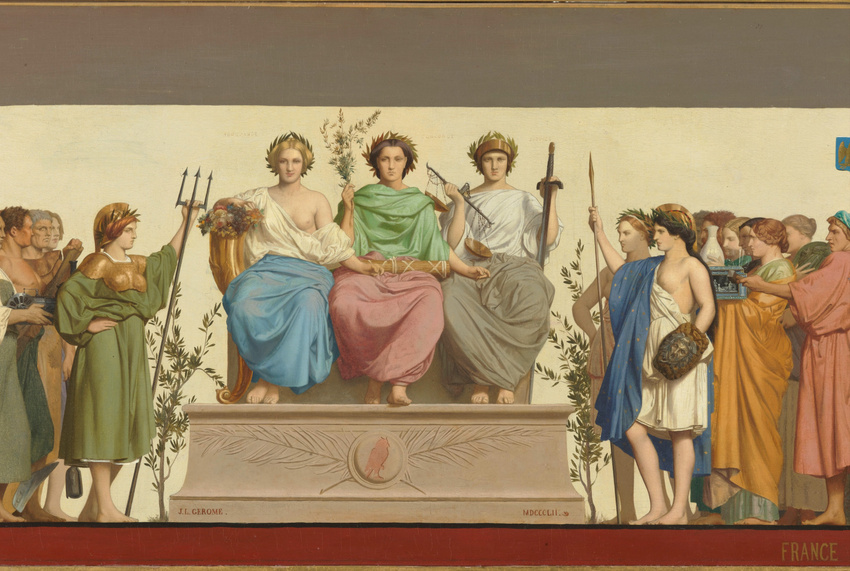
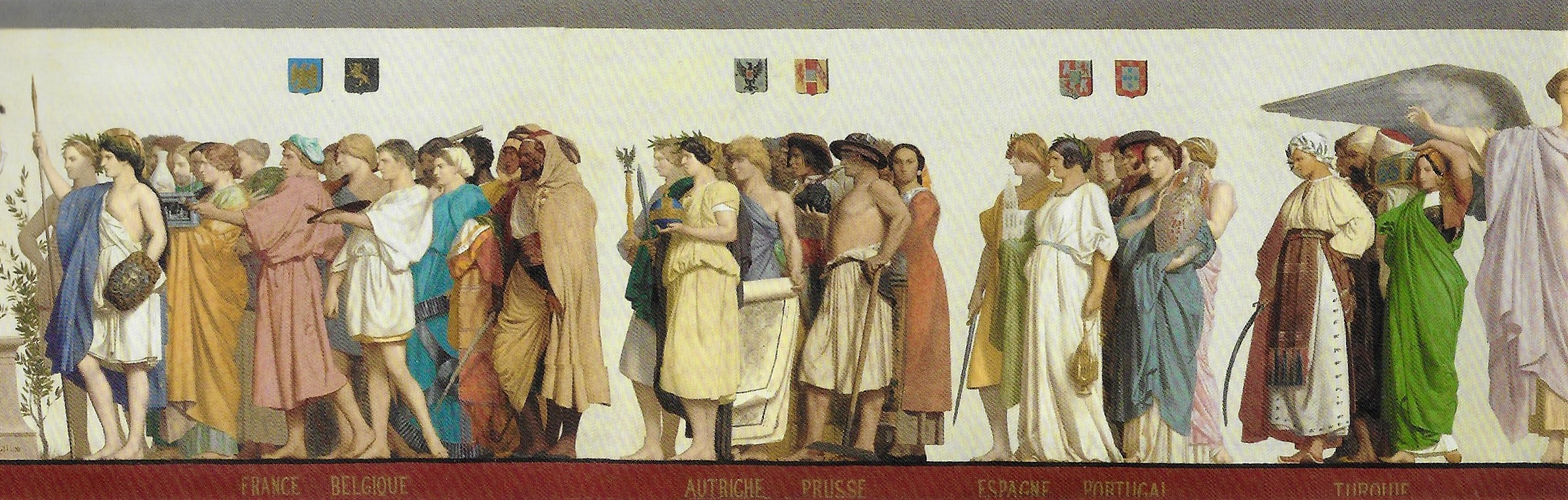

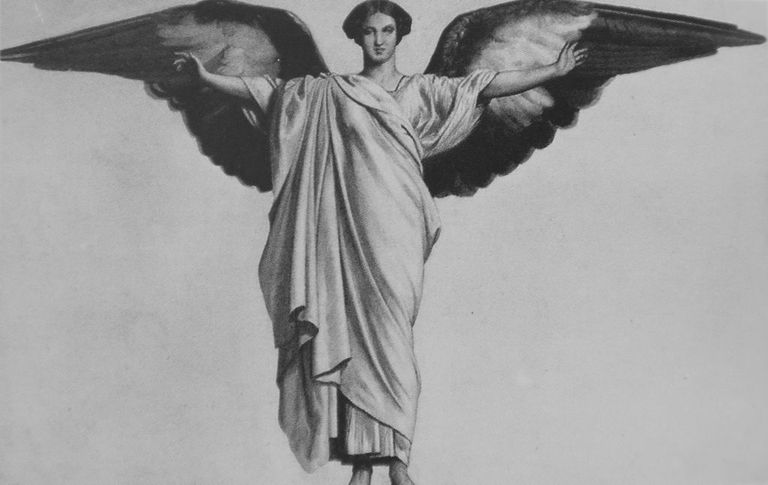
Esquisse de la Victoire.
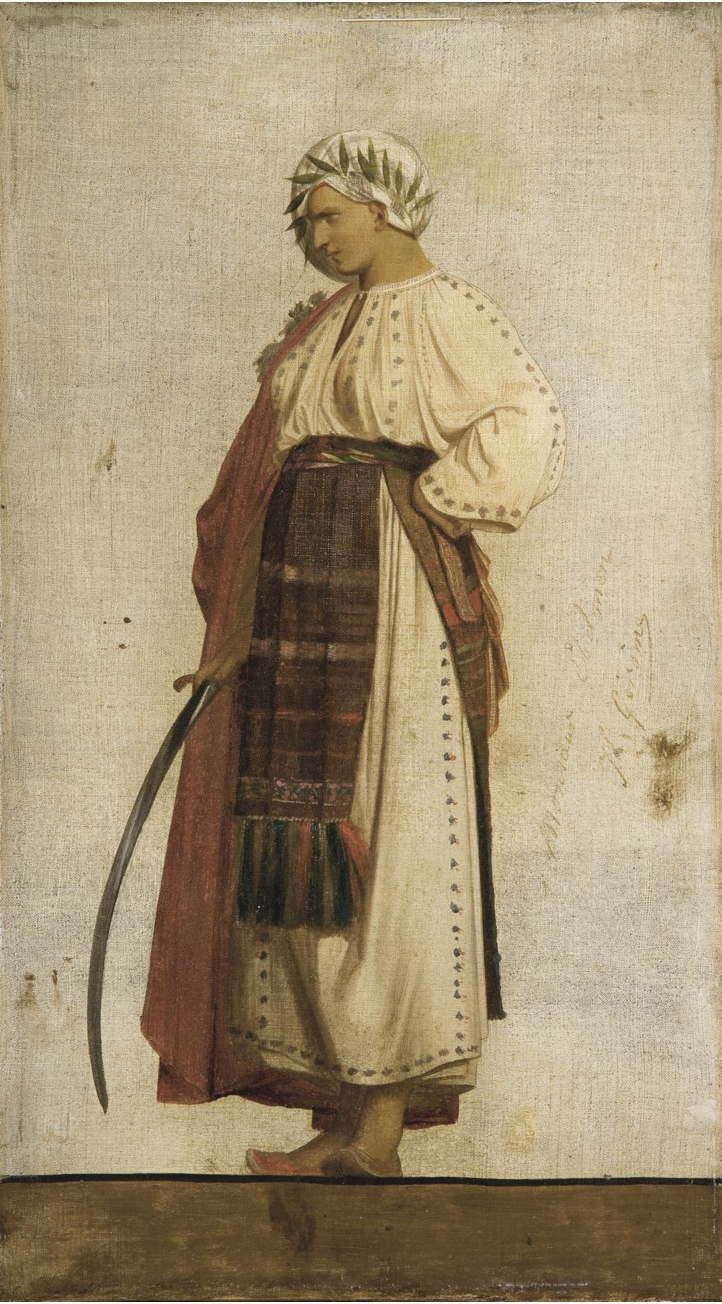
Esquisse pour la Turquie.
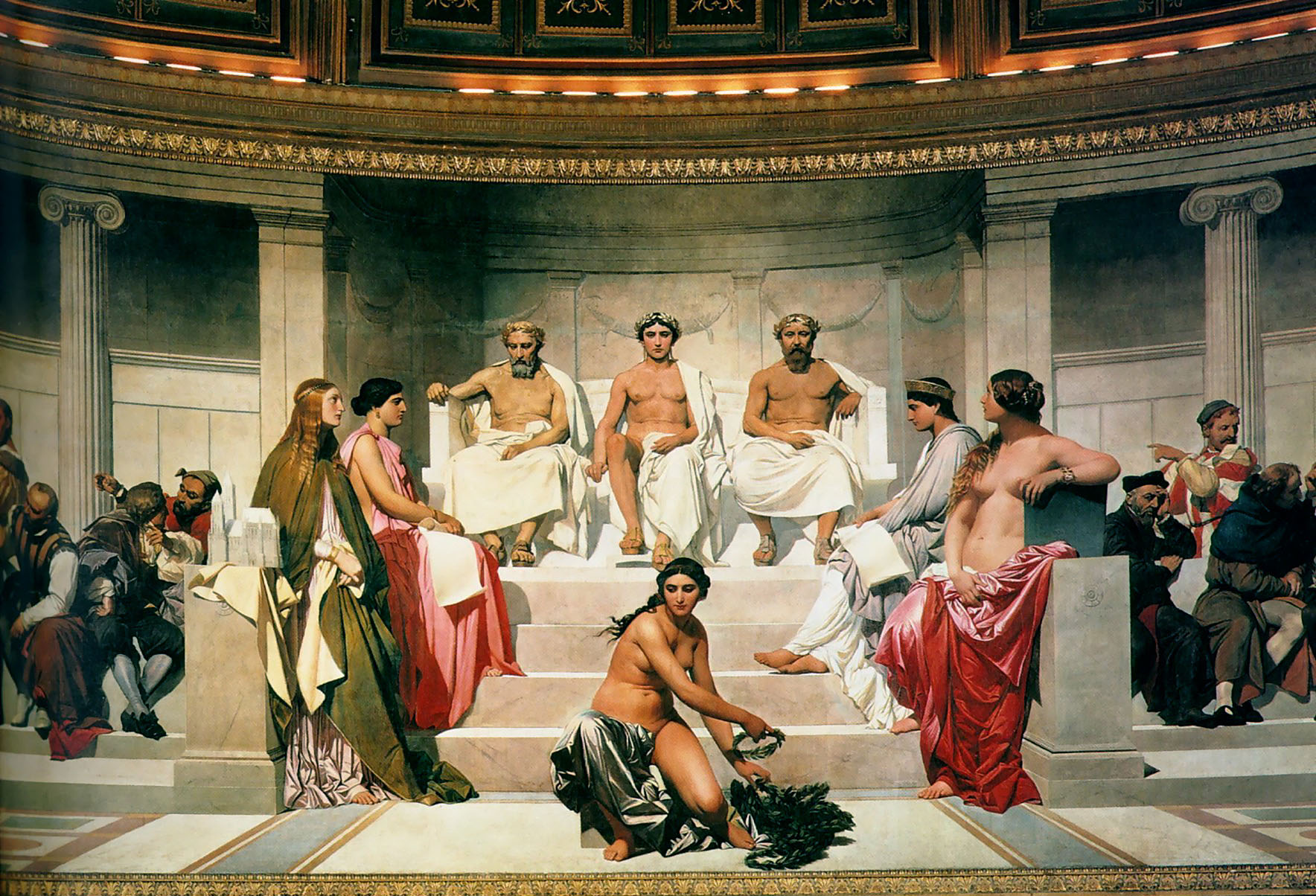
L'hémicycle d'honneur de Paul Delaroche.
Blason d'empire de la France.